# Spoutnik 5
Ne doit pas être confondu avec le vaccin Spoutnik V.
Spoutnik 5, ou Korabl-Sputnik 2, est un satellite soviétique qui faisant partie du programme Spoutnik. Il fut lancé le 19 août 1960. Spoutnik 5 fut aussi le deuxième vol d'essai du programme Vostok. Ce fut le premier satellite qui ramena ses occupants vivants après un voyage en orbite.

## Caractéristiques
- Type : Korabl (vaisseau cosmique)
- Masse : 4 600 kg[2], dont 1 327 kg pour la capsule éjectable
- Développement : URSS
- Programme : Spoutnik
- Date de lancement : 19 août 1960
- Lieu de lancement : Cosmodrome de Baïkonour
- Lanceur :

Le deuxième vaisseau spatial comportait une capsule récupérable prototype du siège éjectable des capsules Vostok, éjectée à l'altitude de 7 km environ. Elle comportait un compartiment étanche pour chiens, équipé d'un système d'alimentation automatique, d'un dispositif d'épuration et d'un système d'aération, d'une caméra de télévision et d'un microphone, d'un dispositif pyrotechnique de catapultage, des parachutes, un radio-émetteur de localisation.

## Historique
La première station radio à recevoir les signaux radios de Spoutnik 5 fut la radio de Bonn, ces signaux furent confirmés par une radio basée en Suède. Le vaisseau spatial comprenait deux chiennes (Belka et Strelka), 12 souris, 2 rats, un lapin gris, quelques mouches et une variété de plantes. Le vaisseau spatial revint sur Terre le 20 août 1960 après un vol de 24 heures en 18 révolutions avec tous ses passagers vivants,. Le vaisseau spatial comportait également une caméra de télévision qui filma les chiennes durant le voyage.
Le vol prouva que des animaux supérieurs, des chiens en l'occurrence, pouvaient résister aux conditions de lancement suivies d'une période d'apesanteur et être récupérés sains et saufs au sol.

## Postérité
Peu de temps après l'atterrissage, Pouchinka, un des chiots de Strelka a été envoyé à Jacqueline Kennedy comme présent de l'Union soviétique.
Deux timbres commémoratifs du vol des deux chiennes est émis en URSS le 29 septembre 1960 et un autre le 29 octobre 2010 pour les cinquante ans du vol.

Timbres russes émis en commémoration de Spoutnik 5
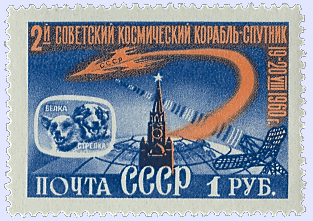
Timbre à 1 rouble.
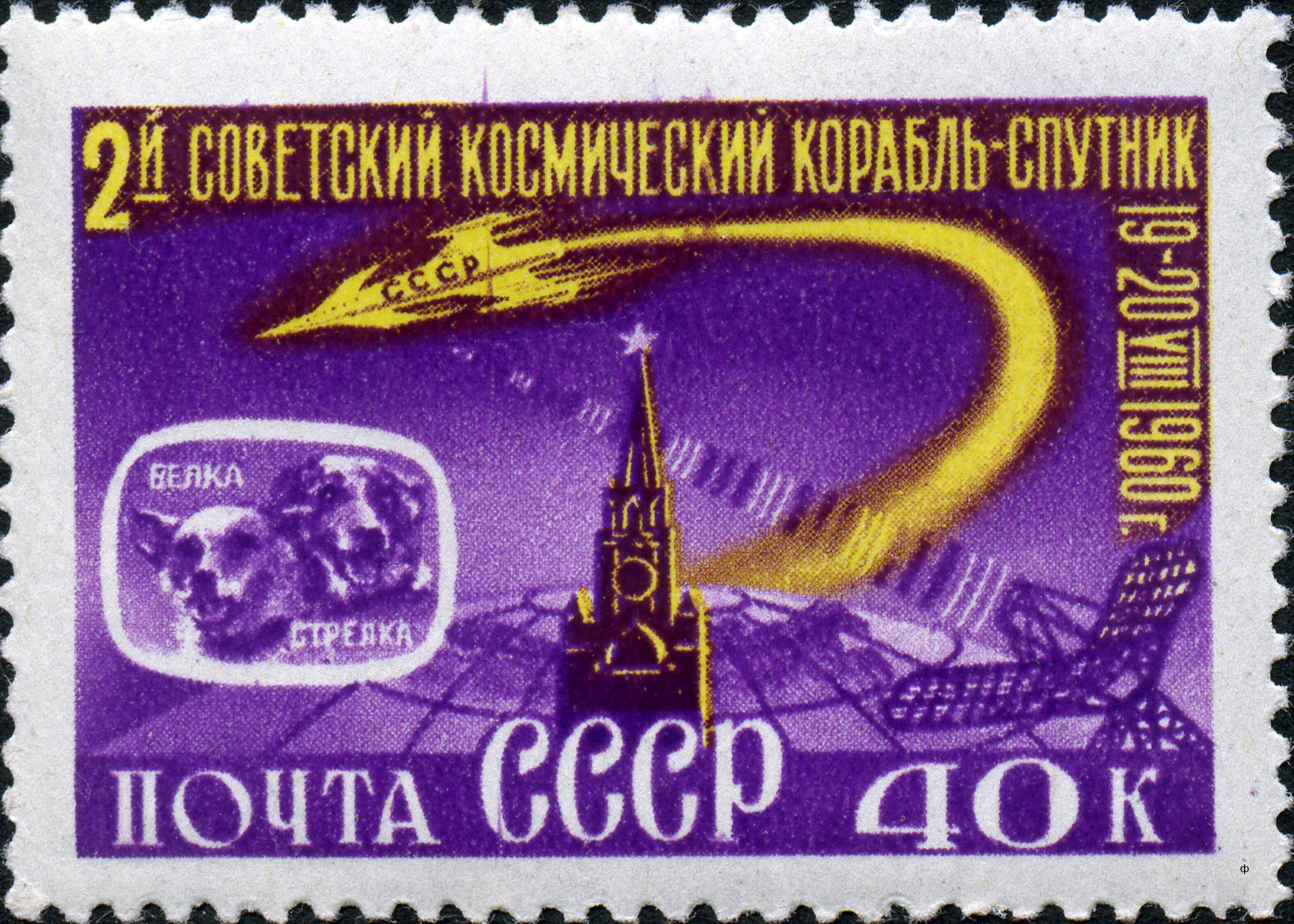
Timbre à 40 kopeks.
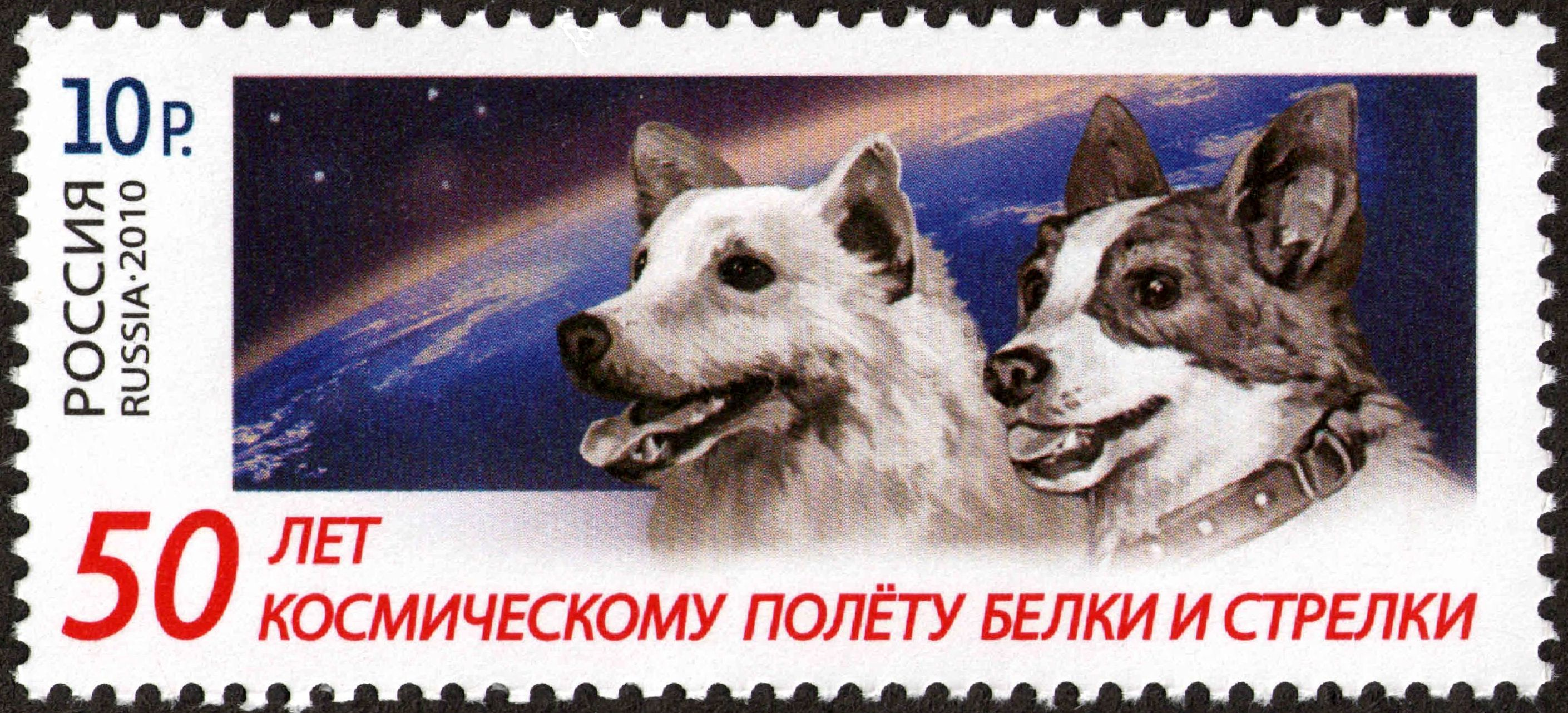
Cinquante ans du vol.